# Quate Lòcs

Quate Lòcs, en el Valle de Arán.

Quate Lòcs es un tercio tradicional del Valle de Arán, (Cataluña, España) utilizado como circunscripción territorial para las elecciones al Consejo General de Arán. Se corresponde con los municipios de Bausén, Bosost, Caneján y Lés.
Se formó en el siglo XVI como sestercio dividido del antiguo tercio de Bosost. Desde la restauración de la estructura administrativa tradicional del Valle de Arán de 1990, elige 3 de los 13 consejeros del Consejo General de Arán
Esta pequeña región es la zona más septentrional de Cataluña y de los Pirineos españoles. La cuenca fluvial del Garona, principal río de la región, es la única vertiente atlántica catalana. Y de las pocas zonas españolas situadas en la cara norte de los Pirineos.